# یوریکا یوشیدا
یوریکا یوشیدا (انگلیسی: Yurika Yoshida؛ زادهٔ ۷ ژوئیهٔ ۱۹۹۳) ورزشکار کرلینگ اهل ژاپن است.